# Pseudamatonga carinicrus
Pseudamatonga carinicrus är en insektsart som först beskrevs av Schulthess Schindler 1909.  Pseudamatonga carinicrus ingår i släktet Pseudamatonga och familjen Euschmidtiidae. Inga underarter finns listade i Catalogue of Life.